# Schistochila
Schistochila là một chi rêu trong họ Schistochilaceae.